# Syngnathus macrobrachium
Syngnathus macrobrachium är en fiskart som beskrevs av Fritzsche 1980. Syngnathus macrobrachium ingår i släktet Syngnathus och familjen kantnålsfiskar. IUCN kategoriserar arten globalt som otillräckligt studerad. Inga underarter finns listade i Catalogue of Life.